# ودي فريمان
ودي فريمان (بالإنجليزية: Woody Freeman)‏ هو شخصية أعمال أمريكي، ولد في 28 ديسمبر 1946.